# Paspalum distachyon
Paspalum distachyon là một loài thực vật có hoa trong họ Hòa thảo. Loài này được Poir. ex Trin. mô tả khoa học đầu tiên năm 1834.